# チアリーダー

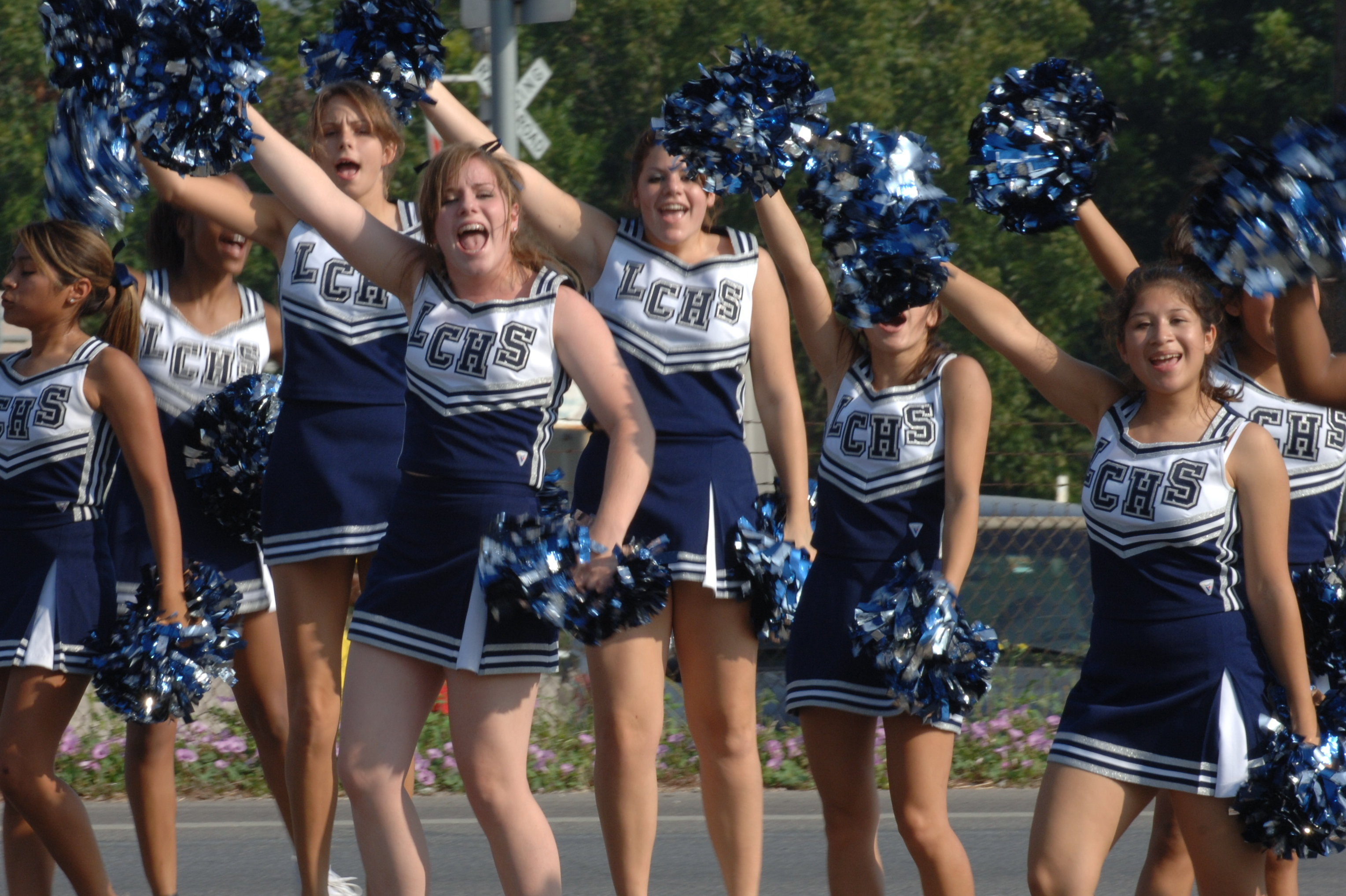
テキサス州フォートベンド郡の夏祭りで踊る、ラマー統合高校のチア達。2007年

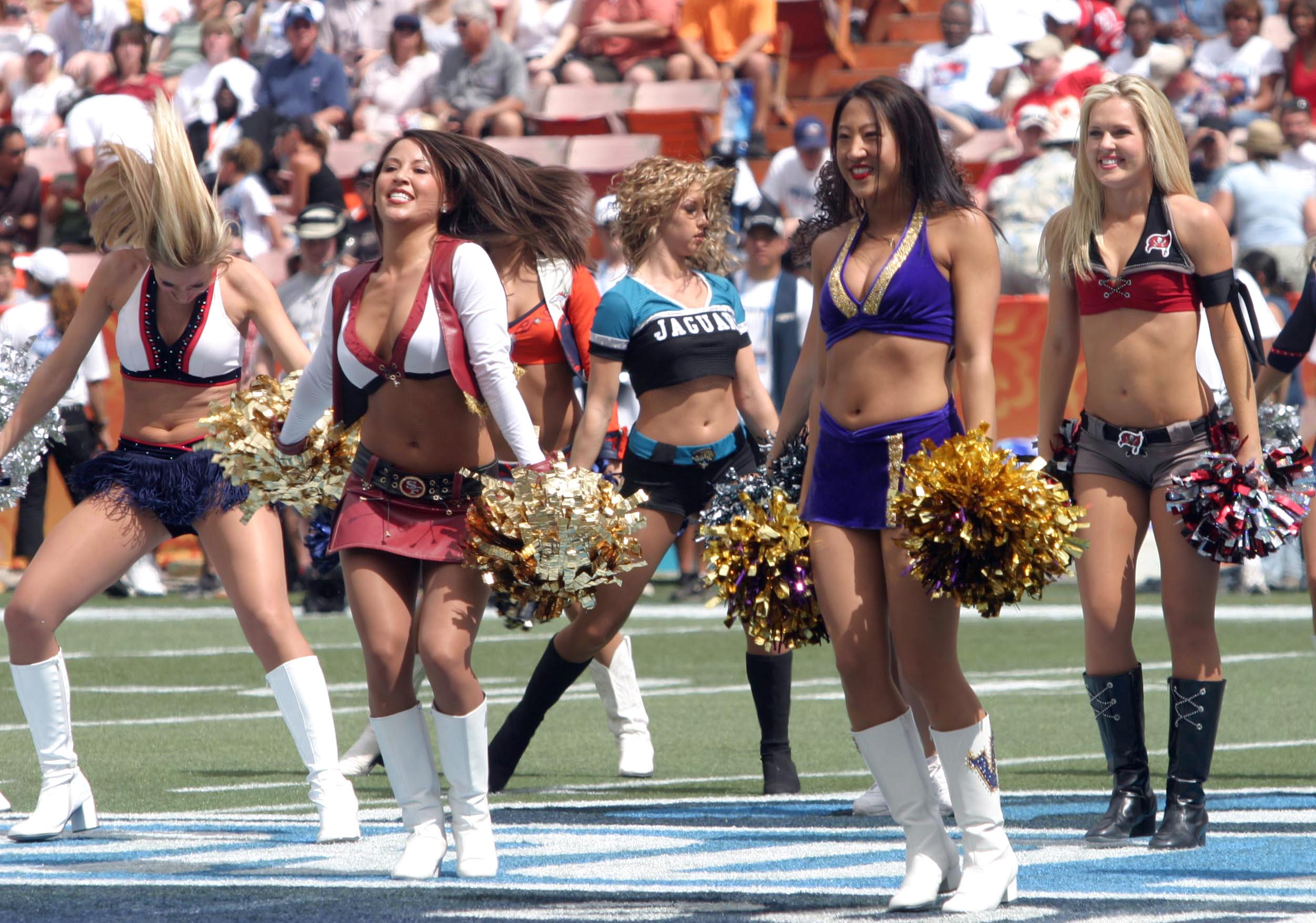
米国NFLプロボウルで。左からチーム不明、フォーティナイナーズ、ジャガーズ、バイキングズ、バッカニアーズ。（2006年）

チアリーダー（英: cheerleader）は、スポーツ（アメリカンフットボールなど）における応援を先導するチームである。
日本では一般的にチアガール、男性はチアマンと和製英語で称するが、cheer girl や cheer boy の語は英語圏で、スポーツ競技の応援に携わるものを意味しない。チアリーダーは応援を先導する者を示し、応援団はチアリーダーではない。
イベントに華を添える存在で、主要演目として激しいダンスを行うこともあれば、スタジアムの通路で応援したり、パレードで道路を行進することもあり、披露する内容は多様である。また、チアリーディングという競技もある。

## 概要
応援団はアメリカ合衆国で凱旋将軍の帰還時に歓迎する意味で応援団風にまとめた、とする説、大学のスポーツチームの応援に際して先導する人物らが応援を盛り上げる説など、起源は様々な憶測が挙げられる。女性の応援チームを表すことが多い。
チアリーダーはアメリカの大学でアメリカンフットボール（アメフト）の応援をする男性のチームが発祥とされている。米国大統領のドワイト・D・アイゼンハワー、フランクリン・ルーズベルト、ロナルド・レーガン、ジョージ・H・W・ブッシュやジョージ・W・ブッシュらも学生時代チアリーダーであった。
「チアリーダー」は応援を先導 (lead) するチームのことでチームのリーダーという一人のことではない（ちなみに綴りは共にleader）。

## 道具と衣装

### 道具
ポンポン（スズランテープを束状にしたもの）を両手にかざし、軽やかな音楽に合わせたダンスやパフォーマンスを繰り広げる。ポンポンの取っ手には大きく、バトン、スティックといった棒タイプのものや、手首や指にはめて外れないようにしているタイプのものもある。
もう一つの主な道具は盛り上げるスローガンが書かれた看板があり、これらは応援団で使われる応援用具と重なる。

### 主な衣装
衣装は、スポーツチームをイメージしたノースリーブまたは半袖のトップスにプリーツタイプのミニスカート（スコートと呼ばれる）を着用するのが、一般的とされている。
上半身はタンクトップやクロップトップのような形のノースリーブである。 寒い時期には、トップの下にゆったりとした長袖トレーナータイプのインナーシャツを着用する。
脚を上げたり飛び降りたりした際にミニスカートがめくれて下着のパンツが見えることは好ましくないため、ミニスカートの中にはアンダースコートを着用することが一般的であるが、用意の不備などの理由がある場合は下着のパンツのままとすることもある。
靴下は、テニスウェアやスポーツウェアで使用される靴下と同じラインの入ったデザインであり、ハイソックスであることが多い。色は白、または学校・チームのイメージカラーに合わせている。靴は白のスニーカーが典型的である。

### 野球・ショートパンツタイプ
野球応援では、野球部のユニフォームのような半袖上半身にショートパンツを合わせた衣装「野球ユニフォーム」を着用することがある。台湾と韓国や日本高校野球（2020年代以降）で着る典型的なチアリーダーの衣装である。
この新しい衣装タイプの導入は大きな注目を集めているが、人気のある従来型の衣装を「廃止」するものと見なされるべきではないと一般的に強調されている。新しい制服を採用した学校でも、通常、学校行事やパフォーマンスにおいてはノースリーブのプリーツスカートの衣装を変わらず使用している。
しかし、スポーツ応援の目的に関しては、このスタイルへの傾向が強く、以下の3つの要点を満たすためである。
- 涼しい半袖上半身（ノースリーブトップスと長袖インナーシャツの厚い二重構造に代わるもので、いくつかの学校では夏でも使用されていた）
- ショートパンツスタイル（特に、制服やフォーマルウェアに似た1/4丈のきちんとした半ズボン）
- 場にふさわしく、「華やかさ」を備えたスタイル（つまり、日常着やトレーニングウェアとは異なるもの）

### その他
それ以外にも、スポーツ競技化に合わせ、様々なタイプのチアユニフォームを採用するところもある。

## 派生した関連競技・種目

### チアリーディング
チアリーダーが行うスポーツ競技であり、チアダンス（踊り）の要素に加え、スタンツ（組体操のようなもの）やタンブリング（バック転などアクロバティックな要素）を交えたものである。
2分15秒 - 2分30秒程度の演技を16人 - 24人（大会によって差異あり）で行う採点競技である。

### パフォーマンスチア
チアリーディングから派生したスポーツ競技である。アメリカでは「Pom Dance（ポンダンス　ポンポンとダンスを組み合わせた造語）」とも呼ばれる。これはチアリーディングのうち、踊りの部分に特化したもので、競技会の場合は2分30秒の競技時間が設定されており、ポンポンダンス、ラインダンス、ジャズダンス、ヒップホップの4種類を取り入れ、その表現力や完成度を審査する。ダンスチアとも称す。
21世紀以降、競技人口の増加とともに、年齢の幅も広がり、シニアを対象とした指導などを行う日本シニアチア協会がある。
スポーツ（アメフット以外）での応援はこのチアダンスの要素を取り入れる傾向が多いが、読売ジャイアンツやアルビレックス新潟など、フィールドパフォーマンスでチアリーディングの要素である組体操などを組み合わせる場合もある。日本ではバトン部のバトントワラーがチアダンスのチアリーダーを兼任することもある。

### ソングリーダー
ソングリーダーはチアリーディングのスタンツが無い物である。ソングリーディングとも称す。チアリーディングにはない、ソングリーディング特有の動きも存在する。　

### バトンチア
バトンチアは、チアダンスとバトントワリングとを融合させたものである。このため、チアダンスがポンポンを持って演技するのに対して、ポンポンの代わりにバトンを持って演技する。パレードの行進でバトンチアが活躍していることも多い。
ユニフォームはチアリーディングやチアダンスと同じ場合もあり、ダンスタイツも着用することもある。学校の部活動では、チアリーディング部やチアダンス部がバトンチアを行う場合もあるが、ダンス部やバトントワリング部（学校によってはバトン部と称する）がバトンチアとして演技することもある。チアバトンとも称す。

## アメリカ合衆国のチアリーダー

### 位置付け
一般にアメリカ合衆国の学校においては、チアリーダーの女子生徒らはちょうどジョックの女子版（クイーン・ビー）に相当し、生徒らの中の典型的な「人気者集団」を形成することがしばしばである。
大衆文化においても、「人気者（ポピュラー）な女子学生」の典型として描かれやすい。いわば「花形」であるために競争も非常に激しく、チアリーダーになるための英才教育を子供の頃から施されるという女児も多い。
プロは米国ではアメフトNFLの女子チアリーディングチームが有名。

### 事件
チアリーダー候補の女児の母親が、娘をチアリーダーにしたい一心から、競争相手の女児を殺害しようとしたという事件も起こっている。

## 日本のチアリーダー

### 初期
当初は、アメリカのカレッジスポーツやアメリカンフットボールの応援シーンからの見よう見まねの模倣から入ってきたものである。
女性がミニスカートを履いて応援に参加するものは、バトントワリングチームも含めて総称としてチアガールと呼んでいた時期があったが、上記にあるバトンチアを例外とすると、バトントワリングチームとチアリーダーチームは性質が異なる。

### 競技専門部
チアダンス（踊り）だけでなく、組体操やアクロバティックな要素も加わり、スポーツ競技として発展し、学校等ではクラブ活動、サークルとして設けられるようになった。

### 応援指導部
高校、大学では応援団やブラスバンドとともに活動することが多く、体育系クラブの対外試合の応援や、定期演奏会、受験生の応援、入試合格者を祝福するなどの活動する。
プロではプロ野球の球団やJリーグチームの専属チームが多数存在する。
JR東日本硬式野球部のように職員の有志で編成された専属チームを有する社会人チームもある。

## チアリーダーチーム出身の著名人

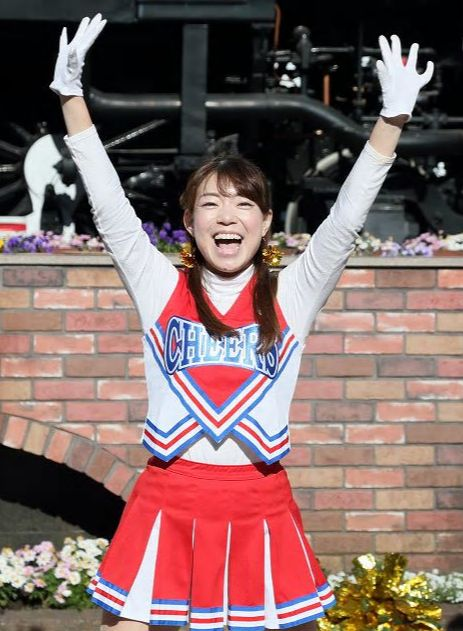
全日本女子チア部の“クミッチェル”こと朝妻久実

- 浅井直湖（法政大学応援団部初代） - 在学中に渡米し、日本人で初めてグランドトロフィを取る。プロ野球・各スポーツの応援に初めてチアリーダーが登場したチアのパイオニア。アメリカから普及を依頼されてチアリーダーという日本語や教材を作り大学や企業に普及させた。日本体育大学チアリーダー部初代監督。浅井の後輩や教え子達は教職などに就き、チア部を新設し普及に大きく貢献した。
- 有馬香（日本体育大学体育学部健康学科卒、チア競技インカレ優勝。ジョイスタッフ所属のフリーアナウンサー。浅井直湖の教え子）
- 三田智子（20世紀終盤のNFLダラス・カウボーイズチアリーダーカウガールズ） - アルビレックス新潟・アルビレックスチアリーダーズ創設に参画。
- 山田幸子（桜美林大学卒。2003年度NFLシアトル・シーホークス「Sea Gals」メンバー）
- 石田季子（桜美林短大卒。2001年度サンフランシスコ・フォーティナイナーズ「Gold Rush」メンバー）
- 石田真紀（大妻女子大学短期大学部卒。2006年度サンフランシスコ・フォーティナイナーズ「Gold Rush」メンバー）
- 中山麻紀子（21世紀初頭のNFLワシントン・レッドスキンズチアリーダー） - 千葉ロッテマリーンズチアパフォーマー「M☆Splash!!」ディレクター
- 小島智子（NFLタンパベイ・バッカニアーズチアリーダー）
- 堀池薫子（NFLデンバー・ブロンコスチアリーダー）
- 松島みどり（東京大学1980年卒→朝日新聞社記者→政治家）東京大学運動会応援部バトントワラーズ部初代、東大の女性で話題になる。
- 木佐彩子（青山学院高等部・チアリーダー部副リーダー→フジテレビ→フリー。プロ野球選手石井一久の妻）
- 高畑百合子（明治大学チアリーディングチームリーダー→TBSアナウンサー）
- 鈴木奈穂子（法政大学社会学部2005年卒→NHKアナウンサー）法政女子高校在学中はバトントワラー部に所属し、部長を務める
- 高野直子（法政大学チアリーディング部） - 声優
- 佐野有美 - 詩人・随筆家。高校時代にチアリーダー部に在籍し「手足のないチアリーダー」として知られた
- パティ - 横田基地内ヨコタ高校チアリーディング部　-アイドル歌手
- 柏倉早智子 - チアリーディング日本代表→TBSアナウンサー安住紳一郎の姉
- 山本布美江 - （上智大学チアリーディング部） - フジテレビプロデューサー。
- 阿部まみ（同志社大学政策学部2013年卒→秋田朝日放送フィールドキャスター）京都ハンナリーズチアダンサーはんなりんバイスキャプテン・日本女子プロ野球機構専属チアリーダーキャプテン。
- 中村アン - （モデル・女優・タレント）目白学園高校→東洋英和女学院大学在学中はチアリーディング部に所属し、高3時にキャプテンを務める。
- 上林英代 - （札幌大学チアリーディング部） - タレント。
- YU-A - （北海道コンサドーレ札幌・コンサドールズ） → R&Bシンガー。
- 朝妻久実 - （フリーアナウンサー） - 大学時代にチアリーダー部所属。その後コミュニティーFM→山陰中央テレビジョン放送の契約アナウンサーを経て、2010年、斎藤彩主宰のプロ・チアリーダーチームである「全日本女子チア部」の門をたたき、2015年第2代部長。
- 平井絢野（2015年度ミス日本ファイナリスト）横浜F・マリノス・トリコロールマーメイズ（2011年 - 2013年）、オールスタープロチアリーダーズ（2015年 - 2017年）、バスケットボール日本代表・AKATSUKI VENUS（2017年 - 2018年）、横浜ビー・コルセアーズ・B-ROSE（2018年 - 2020年）。
- 土屋炎伽（2019年度ミス・ジャパングランプリ、タレント）明治大学チアリーディングチーム・JESTERS（2011年 - 2015年）、富士通フロンティアーズ・フロンティアレッツ（2015年 - 2020年）、ブルーサンダース・BLUE THUNDERS CHEERLEADERS（2021年 - ）。
- 栗本唯梨（舞台女優）読売ジャイアンツ・ヴィーナス（2015年 - 2018年）。
- リン・シャン（グラビアアイドル）楽天モンキーズ（2021年 - ）。

## その他

### テレビ出演
- 1980年11月 - 1981年10月にTBS系列でドラマ「GOGO! チアガール」が放送された。これが日本で最初のチアリーダードラマである。高校のチアリーディング部を舞台にした青春ドラマで、三原じゅん子（当時は三原順子）や島田歌穂、日高のり子ら当時の女性トップアイドルが出演して、プロCheerleaderチームPISCESが指導した。
- 2004年4月放送の日本テレビの特番ドラマ「天国への応援歌 チアーズ〜チアリーディングにかけた青春〜（番組サイト）」（主演:石原さとみ）は、大阪府の箕面自由学園高等学校のチアリーディング部をモデルにした物語だった。読売テレビが製作したドキュメンタリー『天国への応援歌 〜めざせ！日本一のチアリーダー』 が原案で、同校の先輩部員が交通事故で夭折したことをきっかけに、一致団結した後輩チアリーディング部員の活躍を描いたものである。その時演技指導したのは桜美林大学のチアリーディング部であった。
- 2004年10月 - 2005年3月放送のNHK連続テレビ小説「わかば」で、ヒロイン・高原若葉（原田夏希）は学生編で大学のチアリーディング部に入って活動している。NHKの番組宣伝用ポスターでもチアガールになった若葉の写真がデザインされたヴァージョンがある。防火週間啓発ポスターにも同様のものが使用された。大学のチアリーディング部の部員は日本文理大学のチアリーディング部の部員（当時）が演じている。
- フジテレビで放送されていた水10!の第1部「ワンナイR&R」において、ゴリが演じるキャラクターの一人「松浦ゴリエ」が、CDのプロモーションビデオでチアダンスを披露している。2005年秋から2006年にかけて、一般視聴者を対象とした ゴリエ杯チアダンス選手権 を開催し、入賞チームはゴリエとプロモーション活動ができる特典があった。2005年末のNHK紅白歌合戦にも紅組のメンバーとして出演した。
- 2005年12月放送のフジテレビ系「カスペ!・部活」と題した芸能人のスポーツや文化活動のチームのドキュメンタリー番組で、ソニン、西村知美、保田圭、神取忍らによって結成された芸能人のチアガールチーム「お台場レインボーチアーズ」が取り上げられた。

### プロスポーツとの関係
- サッカーJリーグでは、クラブ公式チアリーディングチームとして札幌のコンサドールズ、仙台のベガルタチアリーダーズ、千葉のジェット・スフィーン、横浜FMのトリコロールマーメイズ、新潟のアルビレックスチアリーダーズ、清水のORANGE WAVE、G大阪のガンバ大阪チアダンスチーム、徳島のBLUE SPIRITなどがある。これらの他にもキッズのチアリーディングチームが公式に活動しているクラブもある。
- プロ野球 (NPB) 12球団中、広島を除く11球団にチアリーディングチームがある（参照）。北海道日本ハムファイターズのチアリーダー「ファイターズガール」に2004年（札幌移転初年度）、当時地元放送局・北海道放送のアナウンサーだった邑田みさきが、2005年に新規加盟を果たした東北楽天ゴールデンイーグルスのオフィシャルチアリーダーに地元在住の44歳（オーディション開催時）の主婦がそれぞれ合格し話題を集めた。
- プロバスケットボールbjリーグでは、2007-08シーズンよりチアリーダーを対象とした「ベストパフォーマンス賞」が設けられ、初代ベストパフォーマンス賞には埼玉ブロンコスのブロンコスチアリーダーズ&PONYS GREENが輝いた。ブロンコスチアリーダーズには地元出身の舞台女優である新田千尋が所属している。
- 北米メジャースポーツのひとつメジャーリーグベースボールは、NFL・NBAに比べてチアリーディング応援は定着していないが、近年はマイアミ・マーリンズなどチアリーダーを結成する球団も現れている。
- ヨーロッパではドイツサッカー・ブンデスリーガでチアリーダーを持つクラブが存在する。
- NFLのオークランド・レイダースのチアリーダーが起こした訴訟によると、拘束時間が長い割に報酬は低額であり、時給換算すると5ドルに満たず、ユニフォームや小道具、化粧、美容院などの代金はすべて自腹となっている[8]。
- 2017年、アメリカ合衆国を中心に、＃MeToo運動によりセクシャルハラスメントの告発が相次ぐと、フットボールやバスケットボールチームのチアリーディング関係者からも内部告発などが行われた。NFLのニューオーリンズ・セインツとマイアミ・ドルフィンズの元チアリーダーらが、チームなどを相手取り、差別的な扱いを受けたとして訴訟を起こしたほか、2018年5月には、ワシントン・レッドスキンズのチアリーダーらが、リゾート地での写真撮影や男性のエスコートを行っていたことが報道された[9]。こうした流れの中で、同月、NBAのサンアントニオ・スパーズは、チアリーディングチームを解散させ、新たに男女混合エンターテインメント集団を起用する方針を発表している[10]。

## チアリーダーを題材にした作品

### 映画
- Cheerfu11y（ユニバーサル ミュージック、2011年）
- 「チアーズ」シリーズ
  - チアーズ!
  - チアーズ3
- チア☆ダン〜女子高生がチアダンスで全米制覇しちゃったホントの話〜

### ドラマ
- ダンドリ。〜Dance☆Drill〜（フジテレビ、2006年）
- 天国への応援歌 チアーズ〜チアリーディングにかけた青春〜
- GOGO! チアガール
- 44歳のチアリーダー!!

### 漫画・アニメ
- アニマエール!
- ゴーゴーダイナマイツ